# چلیک (میاندوآب)
چلیک، روستایی از توابع بخش مرکزی شهرستان میاندوآب در استان آذربایجان غربی ایران است. چیلیک در زبان ترکی آذربایجانی به معنای "داشتن مهارت" است.

## جمعیت
این روستا در دهستان مرحمت‌آباد جنوبی قرار دارد و براساس سرشماری مرکز آمار ایران در سال 1402، جمعیت آن 2200 نفر (600 خانوار) بوده‌است.